# Andreas de Mare
Andreas de Mare (* vor 1540; † nach 1599) war ein niederländisch-deutscher Orgelbaumeister der Spätrenaissance, der in Groningen sowie später in Verden und in Bremen seinen Sitz hatte. Neun Neubauten und zehn sonstige Tätigkeiten an eigenen oder fremden Orgeln sind bezeugt, aber nur noch einzelne Register oder Orgelteile von de Mare heute erhalten.

## Leben
Andreas de Mare („Gandavensis“) stammte aus Gent und übersiedelte – möglicherweise aufgrund seines protestantischen Glaubens – nach Groningen, wo er zwei große Orgelprojekte durchführte. 1560 erwarb er für sich und seine Söhne Christoffer und Marten de Mare in Groningen das sogenannte kleine Bürgerrecht. Ab 1566 war er vor allem in Ostfriesland tätig. Spätestens 1583 zog er nach Verden (Aller) und später nach Bremen, wo sein Sohn Marten seit 1595 als Orgelbauer ansässig war. Nach 1587 war er in Hannover, Loccum und Stadthagen tätig.
Er ist Begründer einer Orgelbaufamilie, die von 1540 bis 1740 in Groningen und Bremen nachweisbar ist. Bekanntheit erlangten sein Sohn Marten († 1612) und ein anderer Angehöriger, der ebenfalls Andreas (oder Andries) hieß und im 17. Jahrhundert im Groningerland etliche Orgelneubauten durchführte. Andreas de Mares I Stiefsohn Anthoni Waelckens war in den 1620er bis 1640er Jahren im Groningerland mit Umbauten und Reparaturen und vereinzelten Neubauten tätig, die sich durch einen konservativen Stil auszeichnen und an de Mare anlehnen.

## Werk
Andreas de Mare gilt als fortschrittlicher Orgelbauer. So baute er für das in der Regel angehängte Pedal Transmissionen aus dem Hauptwerk.
Er baute 1566/67 eine neue Orgel in der Ludgerikirche Norden als Chororgel mit Flügeltüren, die ein früheres Positiv ersetzte. Als dies Instrument durch Kriegsschäden beeinträchtigt wurde, baute Edo Evers 1618 ein neues Werk, wobei er einige alte Register von de Mare verwendete, die heute noch erhalten und von besonderer klanglicher Qualität sind. Andere übrig gebliebene Register und Gehäuseteile der Norder Orgel integrierte Evers in seine Orgel in Osteel (1619), die ebenfalls bewahrt geblieben sind.

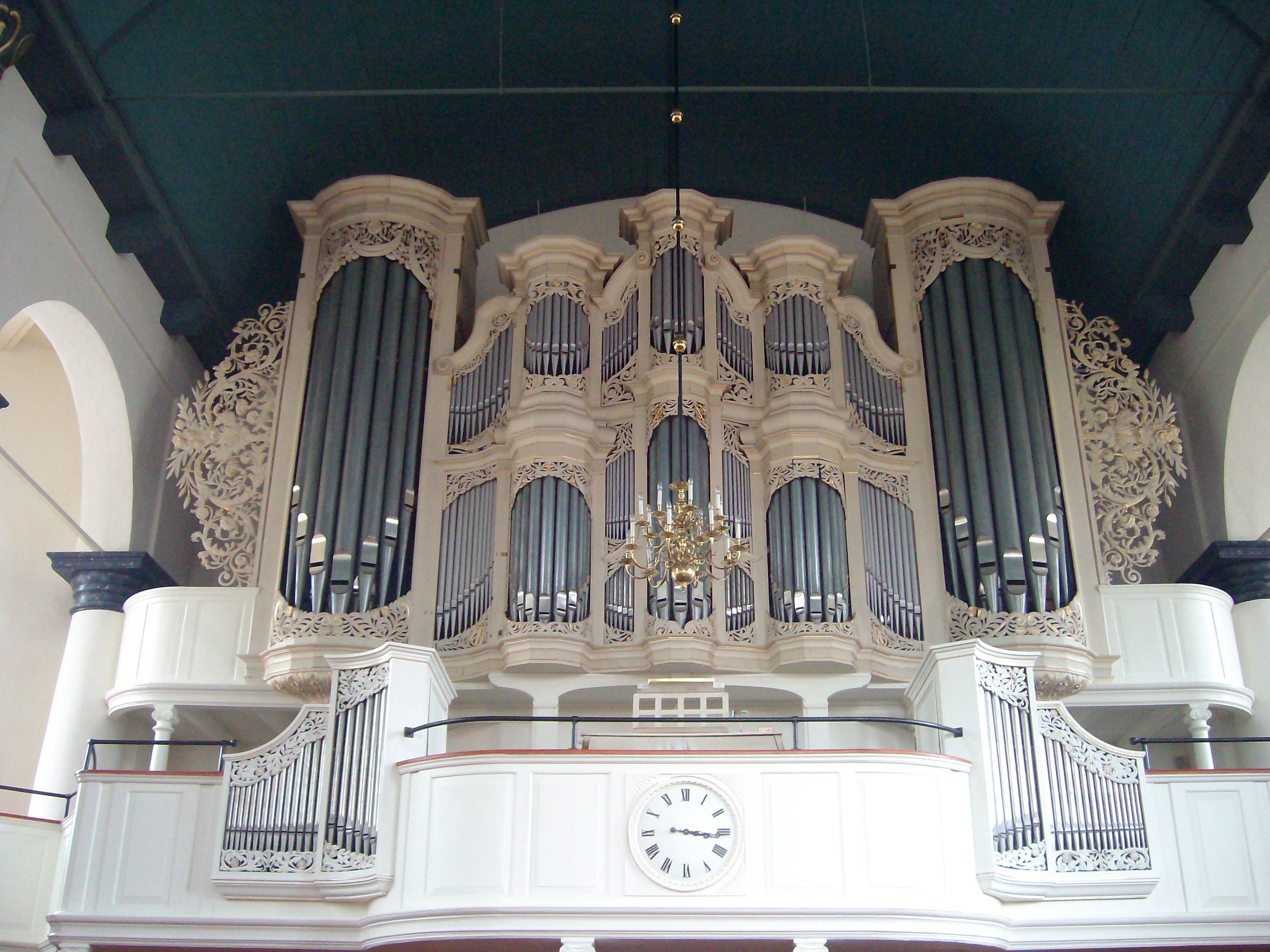
Orgel der Großen Kirche (Leer)

Im Jahr 1590 (vielleicht schon 1570) baute de Mare wahrscheinlich für das Kloster Thedinga (bei Leer) eine Orgel. Als das Instrument 1609 durch eine Schenkung von Graf Enno III. der Großen Kirche in Leer vermacht wurde, übernahm Martin de Mare Register für seinen dortigen Neubau, während er das prächtige Gehäuse mit den verzierten Prospektpfeifen 1610 in die Gutskapelle von Stellichte (heute: St.-Georg-Christophorus-Jodokus-Kirche) überführte, wo es noch heute zu bewundern ist. Das innere Pfeifenwerk wurde im Stil des ursprünglichen Renaissanceinstruments 1985 von Jürgen Ahrend rekonstruiert. Ein wissenschaftliches Institut des Organeum unter Leitung von Winfried Dahlke untersuchte 2006–2008 die Inskriptionen (Tonbuchstaben) an den alten Pfeifen der Orgel in Leer, um den gewachsenen Zustand des Instruments geschichtlich zu erhellen. Offensichtlich stammt der Grundbestand noch von Andreas und Martin de Mare.

## Werkliste
In der fünften Spalte bezeichnet die römische Zahl die Anzahl der Manuale, ein großes „P“ ein selbstständiges Pedal, ein kleines „p“ ein nur angehängtes Pedal und die arabische Zahl in der vorletzten Spalte die Anzahl der klingenden Register. Kursivierung zeigt an, dass die betreffende Orgel nicht mehr erhalten ist.
| Jahr         | Ort             | Kirche               | Bild | Manuale | Register   | Anmerkungen |
| ------------ | --------------- | -------------------- | ---- | ------- | ---------- | --- |
| 1542–1543    | Groningen       | Martinikerk          |      | III/p   |            | Erweiterung der Orgel; Hauptwerk- und Oberwerk-Gehäuse und einige Register von de Mare erhalten; später erheblich erweitert → Orgeln der Martinikerk (Groningen) |
| 1557         | Uithuizermeeden | Hervormde Kerk       |      |         |            | 1781 nach Uithuizen verkauft und 1908 nach Niehove, wo die Orgel teilweise erhalten ist |
| 1558         | Groningen       | Der Aa-kerk          |      |         |            | Umbau der Transeptorgel (um 1470); sieben Register erhalten → Orgeln der Der Aa-kerk (Groningen) |
| 1562         | Loppersum       | Hervormde Kerk       |      | II/p    |            | Zuschreibung; 1665 Neubau unter Verwendung älteren Materials durch möglicherweise Hendrick Huis; 1735/36 Pfeifenwerk des Hauptwerks durch Albertus Antonius Hinsz und 1803 Pfeifenwerk des Rückpositivs durch Heinrich Hermann Freytag ersetzt; Prospekt erhalten |
| 1566–1567    | Norden          | Ludgerikirche        |      | III/p   | 18         | Neue Chororgel, von der einige Register bei einem späteren Neubauten von Edo Evers und Arp Schnitger jeweils übernommen wurden und teils heute noch erhalten sind → Orgel der Ludgerikirche (Norden) |
| um 1571      | Appingedam      | Nicolaikirche        |      | II/p    | um 14      | Neubau mit Brustwerk, Orgel mehrfach umgebaut; 4 Register ganz und 5 teilweise erhalten |
| 1578         | Zuidbroek       | Petruskerk           |      |         |            | Neubau; 1793-1795 durch einen Neubau von Franz Caspar Schnitger jr. und Heinrich Herman Freytag ersetzt |
| 1578–1582    | Emden           | Große Kirche         |      | II/P    | 11 oder 12 | Erweiterung der Orgel, die 1568 aus dem ehemaligen Kloster Blauhaus im heutigen Woltzeten übernommen wurde; nicht erhalten |
| 1585–1587    | Bremen          | St. Stephani         |      |         |            | Neubau; nicht erhalten |
| 1589–1594    | Hannover        | Marktkirche          |      |         |            | Vollendung des Neubaus von Henning Henke und Severin Krosche; um 1640 von Adolph Compenius erweitert; später ersetzt |
| 1590 (1570?) | bei Leer        | Kloster Thedinga     |      | I/p     | 9          | Die Orgel wurde 1609 der Großen Kirche in Leer vermacht; de Mare verwendete einiges aus dieser Orgel für seinen dortigen Orgelneubau; einige Register erhalten, evtl. auch Teile des Hauptwerks-Gehäuses. → Orgel der Großen Kirche (Leer) Das alte Gehäuse gelangte in die St.-Georg-Christophorus-Jodokus-Kirche in Stellichte, wo es bis heute erhalten ist (Foto). |
| 1594–1599    | Loccum          | Klosterkirche Loccum |      | II/P    | 23         | Neubau; nicht erhalten |
| 1590er       | Stadthagen      | St.-Martini-Kirche   |      |         |            | Neubau (?); nicht erhalten |